# Rada zvířat
Theriobulia (Rada zvířat) je dílo Jana Dubravia. Bylo vydáno r. 1520 v Norimberku. Jde o soubor rad nastupujícímu králi Ludvíku Jagellonskému o tom, jak by měl panovník postupovat při správě státu. Vychází z Nové rady Smila Flašky z Pardubic. 
Theriobulia představuje beletrizovanou teorii řízení státu, která je určena panovníkovi. Všímá si panovníka jako individua a formuluje požadavek na jeho lidské i vladařské vlastnosti, jeho vztah k bohu, ale především se soustřeďuje na jeho vztah k poddaným a na způsob, jak by měl při vládě postupovat (jaký je jeho lidský vztah k nim). 
Máme zde tedy model ideální osobnosti vladaře, model ideálně fungujícího státu, který je ideově poznamenán humanistickým pojetím panovníka jako vzdělance. Požadavek kolektivnějšího způsobu vlády, v níž panovník není jen vládcem z boží milosti, ale tím, kdo je nejlépe svými vlastnostmi i vzděláním k vládě připraven.

## Dílo
Poprvé bylo dílo pozitivně hodnoceno až ve třicátých letech 20. století J. B. Čapkem. Vydáno bylo norimberské vydání, později vydání v Krakově a Herbornu. Sám autor v díle odkazuje na starší předlohu (nejspíše Nová rada Smila Flašky z Pardubic), ale samotné dílo nese samostatný přístup ke zvolenému tématu i ke kompozici díla v rámci žánru.
Dubravius zde uplatnil dualistický kompoziční přístup – dílo je rozděleno na dvě části, které jsou odděleny hostinou sněmujících s králem. Hostina odděluje rady do života panovníka (správa státu, právní otázky, jednání krále jako vládce a vztahu krále k bohu) od druhé části věnované jeho osobnímu životu (jak má žít v soukromí, vojenské otázky, vztah k náboženským sporům). Přestože rozdělení není zcela striktní a vnější odůvodnění se opírá o to, že měl Ludvík dvě království, je toto rozdělení pravděpodobné. Dualismus spočívá i v samotné povaze rad – jeden soubor rad se vztahuje na vztah panovníka k bohu, druhý soubor na vytvoření ideálního modelu vztahu panovníka a poddaného. Král vstupuje do hovoru výjimečně, pouze na začátku, v prostředku a na konci skladby. Je pasivním posluchačem, ale přesto dává impuls k jednání, poslouchá uvedené rady.

### Soubory rad
1. Osobní vlastnosti panovníka a jeho osobní život.
2. Vztah panovníka k bohu je pouze na dvou místech (začátek, konec) a omezuje se na běžné požadavky, kladené na každého křesťana, jinak se D. nezaobírá náboženstvím, ale důsledků náboženských sporů.
3. Širší prostor je věnován radám ke vztahu panovníka k poddaným – např. podíl občanů ve vládě, trestní pravomoc vůči poddaným atd, tyto rady zdůraznují nutnost péče o poddané, které je Dubraviovi základním požadavkem pro výkon panovnické moci; varuje před nezáoknným obohacováním, požaduje trvalý mír; základem vlády měl být pevně ustanovený sbor rádců: "Nejprve o to dbej, aby směl kdokoliv říci své mínění, a takto založíš svou vládu na pravdě."
4. Další závažnou část tvoří rady, v nichž se D. zabývá přímo řízením státu, teorií a praxí jeho správy. Zaobírá se mírovým budováním státu, polit. a dipl. jednání, dodržování právního řádu, výcvik vojska, bojové operace a chování na dobytém území. Některé z těchto rad nezůstávají jen v teoretické rovině, odkazují ke konkrétním polit. událostem, které D. zažil a znal, na nichž se podílel (např. rady že válečné náklady aby nesli všichni občané a aby ve válce pomáhali, nebo uplatnění protiutrakvistických zákonů). Hlavní myšlenkou zůstává požadavek mírového řešení sporů uvnitř království i spory s jinými zeměmi.